# Tracie Spencer
Ne doit pas être confondu avec Tracy Spencer.
Tracie  Spencer, est une chanteuse, actrice et mannequin américaine originaire de Waterloo dans l’État de l’Iowa.

## Biographie
Tracie Spencer participe à des concours de modèles dès l'âge de 5 ans. Elle remporte l'émission de télévision Star Search (À la recherche de la star) de la chaîne CBS en 1987 en interprétant la chanson de Whitney Houston How Will I Know.
Peu après, elle devient la plus jeune artiste à signer un contrat avec un grand label du nom de Capitol Records. Elle sort alors son premier album éponyme. Les titres Hide and Seek, Symptoms of True Love et la reprise Imagine de John Lennon rencontrent un franc succès.
Son second album intitulé Make the Difference sort le 27 août 1990.
Le premier titre Save Your Love gravit la 7e position du classement R&B/Hip-Hop Singles & Tracks chart. Le second titre This House se classe quant à lui en 3e position Billboard Hot 100 et en 1re position du Hot R&B/Hip-Hop Singles & Tracks tout en offrant à la chanteuse le prix ASCAP de la meilleure écriture de chanson de l'année.
Elle milite dans une organisation défendant les enfants et voyage à travers le pays pour un programme visant à convaincre les étudiants de ne pas abandonner leurs études.
Elle participe en 1993 à un épisode de la série La Vie de famille et enregistre en 1997  la chanson I'll Be There for You du film Good Burger, la chanson The Rain pour le film A Smile Like Yours avec Lauren Holly et Greg Kinnear, la chanson Down In The Delta du film Girlfight avec Michelle Rodriquez. 
Elle est aussi modèle pour Tommy Hilfiger, Chanel et Dollhouse.
Le 29 juin 1999, elle sort un nouvel album intitulé Tracie et trouve à nouveau le chemin du succès avec les titres It's All About You (Not About Me) et Still In My Heart. Après l’année 2000, elle chante en accompagnement pour des chanteurs comme Kanye West, 50 Cent, et Eve. Elle interprète un rôle dans le court-métrage A Tale of Two Sisters.

## Discographie

### Albums
| Année | Titre                      | Billboard 200 US | US R&B |
| ----- | -------------------------- | ---------------- | ------ |
| 1988  | Tracie Spencer             | 146              | 57     |
| 1990  | Make the Difference        | 107              | 38     |
| 1996  | The Best of Tracie Spencer | -                | -      |
| 1999  | Tracie                     | 114              | 19     |

### Singles
| Année | Titre                               | Album               | Billboard Hot 100 US | US R&B |
| ----- | ----------------------------------- | ------------------- | -------------------- | ------ |
| 1988  | "Hide and Seek"                     | Tracie Spencer      | -                    | 32     |
| 1988  | "Symptoms of True Love"             | Tracie Spencer      | 38                   | 11     |
| 1989  | "Imagine"                           | Tracie Spencer      | 85                   | 31     |
| 1990  | "Save Your Love"                    | Make The Difference | -                    | 7      |
| 1990  | "This House"                        | Make The Difference | 3                    | 7      |
| 1991  | "This Time Make It Funky"           | Make The Difference | 54                   | 31     |
| 1991  | "Tender Kisses"                     | Make The Difference | 42                   | 1      |
| 1992  | "Love Me"                           | Make The Difference | 48                   | 2      |
| 1999  | "It's All About You (Not About Me)" | Tracie              | 18                   | 6      |
| 2000  | "Still In My Heart"                 | Tracie              | 88                   | 36     |
| 2000  | "Not Gonna Cry"                     | Tracie              | N/A                  | N/A    |